# The Eye (Andor)
"The Eye" es el sexto episodio de la primera temporada de la serie de televisión estadounidense Andor, basada en Star Wars creada por George Lucas y spin-off precuela de Rogue One. Fue escrito por Dan Gilroy y dirigido por Susanna White.
El episodio está protagonizado por Diego Luna como Cassian Andor, quien repite su papel de la película derivada, Rogue One (2016). Toby Haynes fue contratado en septiembre de 2020 luego de un retraso en la producción debido a la pandemia de COVID-19, y Tony Gilroy se unió a la serie como showrunner a principios de 2019, reemplazando a Stephen Schiff. Ambos son productores ejecutivos junto a Luna y Kathleen Kennedy.
"The Eye" se estrenó en Disney+ el 12 de octubre de 2022.

## Trama
Llegado el día del robo, los rebeldes tienen todo listo para ejecutar el plan. Vel y Cinta se infiltran en la base e instalan dispositivos para cortar las comunicaciones. Con la ayuda de Gorn, Cassian, Skeen, Nemik y Taramyn se infiltran en la guarnición haciéndose pasar por un escuadrón de escolta del comandante Jayhold Beehaz, el superior de Gorn, quien reciben a los Dhani (los habitantes del planeta) que peregrinan al templo sagrado ubicado cerca de la base para observar "El Ojo", una lluvia de meteoritos que se da cada 3 años. 
Entran a la base y toman a la familia de Beehaz como rehenes y mientras Cinta se queda con la familia, el resto toma a Beehaz y lo obligan a darles acceso a la bóveda de nómina. Llegan a la bóveda y obligan a los trabajadores a cargar los créditos en un carguero; cuando las comunicaciones se reestablecen, las fuerzas imperiales sospechan y logran descubrirlos. Se produce un tiroteo en el que Taramyn y Gorn mueren, Cassian toma posición para pilotear la nave no sin antes salvarse del ataque de un oficial. Cinta no puede llegar al barco, por lo que solo Cassian, Skeen, Vel y Nemik escapan. Durante el despegue y producto del impulso, Nemik es aplastado por una carga de créditos no asegurada y sufre una lesión grave; con sus pocas fuerzas logra guiar a Cassian a una ruta de escape segura, sin que los meteoritos dañen la nave. 
Aterrizan en el planeta Frezno para tratar las heridas de Nemik. Con Vel ocupada cuidándolo, Skeen le propone a Cassian que huyan y dividan la nómina entre los dos. Enfurecido por su egoísmo y temiendo por su vida, Cassian mata a Skeen. Finalmente Nemik muere producto de sus heridas para tristeza de Cassian; le cuenta a Vel lo que sucedió y le informa que tomara la cantidad que le prometieron como pago y se marchará, además le pide que le devuelva a Luthen un collar con un cristal Kyber que le dio. Antes de irse, Vel le da a Cassian el manifiesto de Nemik, un manuscrito donde ha plasmado todas sus ideas anti-imperiales de acuerdo con sus últimos deseos, con el fin de incentivar a Cassian a creer en la rebelión. 
De vuelta en Coruscant, los agentes de la OSI, enterados del robo, se reúnen para formular represalias, Mothma se entera del robo en medio de una sesión del Senado y Luthen escucha la noticia del robo en su tienda y celebra en silencio.

## Producción
El CEO de Disney, Bob Iger, anunció en febrero de 2018 que había varias series de Star Wars en desarrollo,  y en noviembre se reveló que una de ellas sería una precuela de la película Rogue One (2016). La serie fue descrita como un programa de suspenso de espías centrado en el personaje Cassian Andor, con Diego Luna retomando su papel de la película.  Jared Bush desarrolló originalmente la serie, escribiendo un guion piloto y una biblia de la serie para el proyecto.  A fines de noviembre, Stephen Schiff se desempeñaba como productor ejecutivo y productor ejecutivo de la serie.  Tony Gilroy, quien fue acreditado como coguionista de Rogue One y supervisó extensas regrabaciones de la película,  se unió a la serie a principios de 2019 cuando discutió los primeros detalles de la historia con Luna.  La participación de Gilroy se reveló en octubre, cuando estaba listo para escribir el primer episodio, dirigir varios episodios y trabajar junto a Schiff;  Gilroy había reemplazado oficialmente a Schiff como showrunner en abril de 2020.  Para entonces, se habían llevado a cabo seis semanas de preproducción de la serie en el Reino Unido, pero esto se detuvo y la producción de la serie se retrasó debido a la pandemia de COVID-19. La preproducción había comenzado nuevamente en septiembre antes del inicio planificado de la filmación el próximo mes. En ese momento, Gilroy, que reside en Nueva York, decidió no viajar al Reino Unido para la producción de la serie debido a la pandemia y, por lo tanto, no pudo dirigir el primer episodio de la serie. En cambio, se contrató a Toby Haynes, con sede en el Reino Unido, que ya estaba "alto en la lista" de posibles directores de la serie, para dirigir los primeros tres episodios. Gilroy seguiría siendo productor ejecutivo y showrunner.  En diciembre de 2020, se reveló que Luna sería productor ejecutivo de la serie. 
El sexto episodio, titulado "The Eye", fue escrito por Dan Gilroy.

### Escritura
La escritura se estructuró de modo que cada tres episodios contiene un arco narrativo.  El segundo conjunto de tres episodios presenta a Luthen Rael reclutando a Andor para un atraco en una bóveda de nómina imperial en el planeta Aldhani. Vel duda un poco antes de iniciar el atraco de Aldhani, y la actriz Faye Marsay dice que la decisión fue deliberada y que su vacilación había explorado su "vulnerabilidad e inseguridad". Los rebeldes también llevan a cabo el atraco de la manera más discreta posible, ya que no quieren lastimar a nadie. También retienen como rehén al hijo de un oficial imperial para garantizar que el atraco tenga éxito, y Gilroy comenta que quería hacer que "cada persona tenga su propia realidad" y permitir que la audiencia simpatice con cada personaje. Gilroy había querido "poner mucho error en las cosas" y, como tal, decidió incluir la muerte de Nemik. Explicó además que pensaba que los errores habían hecho que las circunstancias fueran más interesantes. Con respecto a la decisión de Andor de matar a Skeen, Gilroy había explicado que Andor había estado "haciendo un algoritmo matemático muy rápido en su mente sobre lo que significaría [traicionar a los demás] y cuál sería el riesgo", al tiempo que señaló que Andor sabía que Skeen no había sido una persona de confianza. Mientras tanto, Luna había interpretado que el atraco de Aldhani había sido la primera experiencia de Andor con el trabajo en equipo y la confianza en los demás y se dio cuenta de que el engaño de Skeen podría arruinar todo el plan. Además, Luna también había dicho que la elección era similar a su decisión de matar a los dos oficiales de Seguridad Corporativa en "Kassa", lo que había indicado que Andor "no tenía miedo ni miedo de tomar una decisión complicada como esa", y que también estaba ayudando al equipo como Andor había sentido que pertenecía.

### Rodaje
El rodaje comenzó en Londres, Inglaterra, a finales de noviembre de 2020,   con la producción basada en Pinewood Studios.   La serie fue filmada bajo el título provisional Pilgrim,  y fue la primera serie de Star Wars de acción en vivo que no hizo uso de la tecnología de fondo digital StageCraft.  Los lugares de rodaje incluyeron Black Park en Buckinghamshire, Inglaterra para las escenas retrospectivas, así como en Middle Peak Quarry en Derbyshire, Inglaterra.  Las escenas de Aldhani se filmaron en Escocia, particularmente cerca de la central eléctrica de Cruachan. El diseñador de producción Luke Hull había dicho que el equipo creativo quería usar el paisaje escocés como lugar de filmación para un nuevo planeta de Star Wars. Originalmente, el comienzo del episodio presentaría el discurso del oficial imperial Jayhold Beehaz, ya que establece la actitud imperial hacia el pueblo aldhani, seguido de la secuencia en la que Nemik le dice a Andor que no pudo dormir bien y se toma un café con él. El equipo de producción casi decidió no filmar la escena debido al clima en Escocia, pero lo hicieron de todos modos. Debido a la niebla en la escena, Gilroy sintió que no se podía poner después del discurso de Beehaz. Un miembro del equipo tuvo la idea de poner la secuencia de Nemik al principio, lo que resultó en el intercambio de secuencias. Gilroy también había declarado que las restricciones de COVID-19 habían influido en la forma en que filmaron la peregrinación del pueblo Dhani al Ojo, ya que podían limitar la cantidad de personas en el set mientras filmaban la secuencia, y comentó además que para hacer que la cultura Aldhani sea tan disminuida, y así en sus últimas etapas, y así, al final del camino, realmente lo mejoró de una manera extraña".

### Música
Nicholas Britell compuso la partitura musical del episodio.  La banda sonora del episodio se lanzó en noviembre de 2022 como parte del segundo volumen de la serie.

## Lanzamiento
"The Eye" se estrenó en Disney+ el 12 de octubre de 2022.

## Recepción

### Respuesta crítica
El sitio web del agregador de reseñas Rotten Tomatoes informa un índice de aprobación del 95%, basado en 22 reseñas. El consenso crítico del sitio dice: "Andor y sus compañeros rebeldes se encuentran en 'The Eye' de la tormenta mientras intentan un atraco audaz, ejecutando una de las entregas más emocionantes del canon de Star Wars".

### Elogios
En los 75th Primetime Creative Arts Emmy Awards, el episodio fue nominado a Edición de sonido excepcional para una serie de comedia o drama (una hora).